# Johann Helfrich Chuno
Johann Helfrich Chuno (* Juni 1632 in Kassel; † 12. Januar 1686 in Ziegenhain) war ein deutscher Rechtswissenschaftler und Bürgermeister von Kassel.

## Leben
Johann Helfrich war der Sohn des kaiserlichen Notars und Gerichtsaktuars in Kassel Johann Chuno (um 1596–1677) und dessen Frau Anna Margarethe Schönckboerck. Ab 1648 hatte er das Pädagogium in Kassel besucht und sich am 22. November 1652 an der Universität Heidelberg immatrikuliert, um ein Studium der Rechtswissenschaften zu absolvieren. Am 17. März 1655 promovierte er an der Universität Basel zum Doktor der Rechte. Anschließend arbeitete er als Advokat in Kassel und wurde in den Jahren 1665 und 1666 dort zum Bürgermeister erwählt. Am 13. August 1673 wurde er ordentlicher Professor der Rechte an der Universität Rinteln, wo er 1674 als gräflich-schaumburgischer Rat und Kanzleidirektor wirkte. Am 25. Juni 1678 kehrte er als landgräflich-hessischer Rat und Advokat Fisci nach Kassel zurück. Im Alter von 53 Jahren und sechs Monaten starb er und wurde in Kassel begraben.
Chuno war zwei Mal verheiratet. Seine erste Ehe schloss er 15. September 1659 in Hardegesen mit Elisabeth Magdalene Pape (* 1. Januar 1636 in Kassel; † 18. Dezember 1678 in Rinteln), die Tochter des braunschweig-Lüneburgischen Kriegs-, Regierungs- und Vormundrates Jakob Arnold Pape. Seine zweite Ehe ging er am 28. Juli 1680 mit Elisabeth Louise Appelius, die Tochter des gräflichen Hofpredigers Johann Appelius (* um 1590 in Auerbach an der Bergstraße; † 17. Juni 1668 in Bückeburg) und seiner zweiten  am 19. Februar 1646 geheirateten Ehefrau Elisabeth Viëtor (* Schaumburg bei Rinteln; † 17. Juni 1668 in Bückeburg), ein. Aus erster Ehe stammen vier Töchter und fünf Söhne. Aus zweiter Ehe ein Sohn. Von den Kindern kennt man:
- Johann Jacob Julius Chuno (* Oktober 1661 in Kassel; † 30. Dezember 1715 in Berlin) verheiratet 1696 mit Louise Katharina Butendach (* 1677), die Tochter des Kammersekretärs Heinrich Butendach.
- Johann Helfrich Chuno (* 1667; † 15. Juni 1714 in Friedewald) war Militär und Amtmann in Friedewald, verheiratet mit Johanna Maria Susanne Du Mont (* 2. Juli 1678 in Kassel), die Tochter des Generalmajors und Kommandanten in Kassel Georg Du Mont, Witwe des Oberstleutnants von Buttlar
- Regnerus Chuno (* 23. Oktober 1668 in Kassel; † 31. März 1726 in Kassel) Obersteuereinnehmer und geheimer Kanzleiregistrator in Kassel, verheiratet am 21. Mai 1693 in Kassel mit Anna Katharina Wolfert, die Tochter des Fruchtschreibers Johannes Wolffarth (auch: Wohlfarth); * 15. Oktober 1630 ?; † 26. Mai 1693 in Kassel (62 J., 7. M., 11 T.) Oberfruchtschreiber und dessen Frau Elisabeth NN. († 9. Mai 1715 in Kassel)[1]

## Werke (Auswahl)
- Diss. inaug. de feudis in genere. Basel 1655 (Online)
- Diss. de renunciationibus in genere ad illustr. regulae in lege 29 Cod. de pact. aliisque locis parallelis de illis traditae. Rinteln 1674 (Resp. Lic. Johann Jacob Schiller (Gruningen/Wetterau))
- Diss. de felonia. Rinteln 1674 (Resp.  Lic. Justus Friedrich Wippermann (Schaumburg))
- Diss. de retractu consanguinitatis. Rinteln 1674 (Resp. Johann Hermann Günst (Gudensberg/Hessen), Online)